# كاوفبويرن
كاوفبويرن (بالألمانية: Kaufbeuren) هي urban district of Germany، بلدة ألمانية، Major regional center و تقع في ألمانيا في شوابيا (منطقة إدارية). يقدر عدد سكانها بـ 43,845 نسمة .

## المدن التوأمة
مدن فيرارا، زومباثلي ويابلونتس ناد نيسو هي مدن توأمة لـكاوفبويرن.

## معرض صور

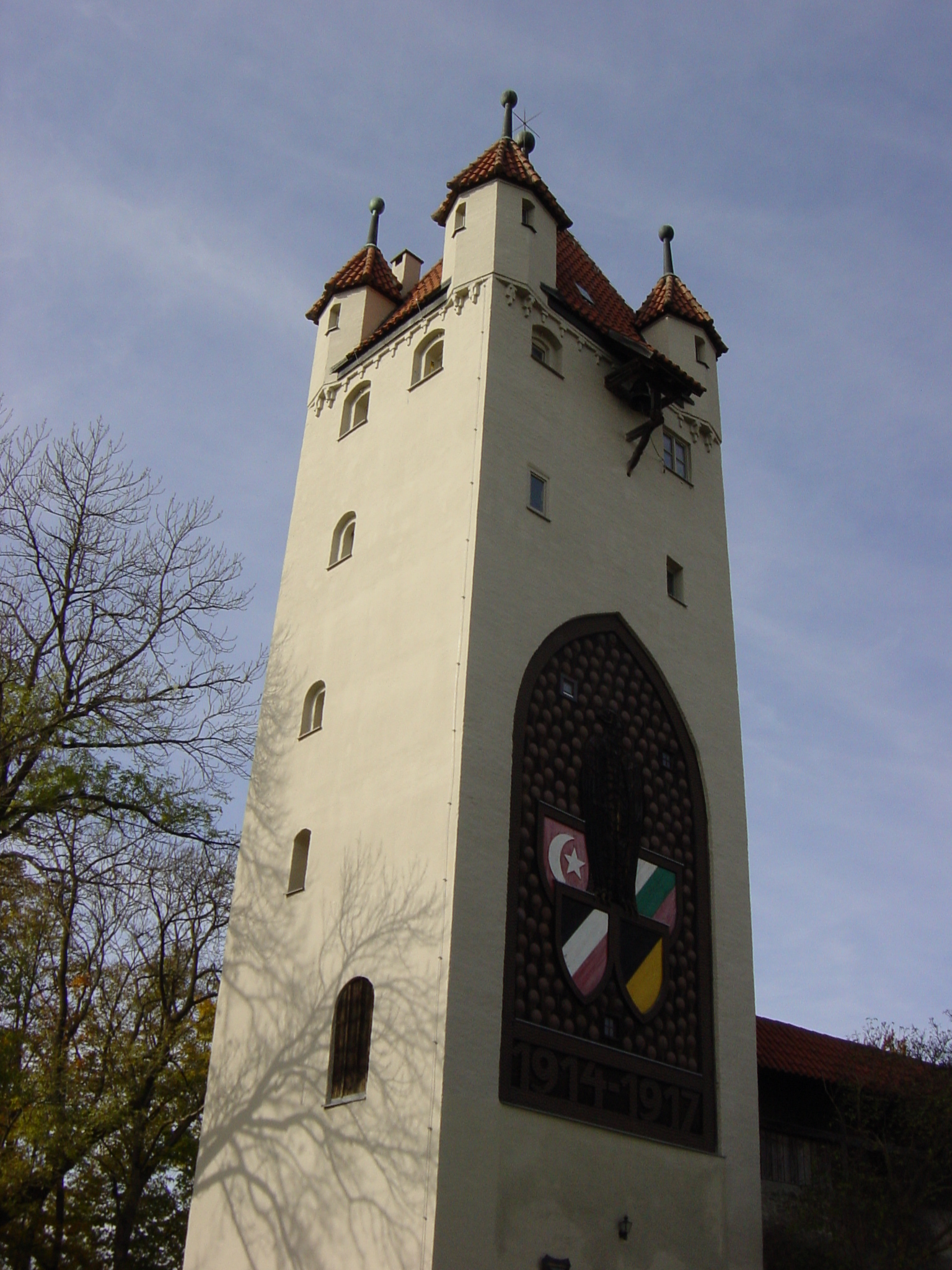
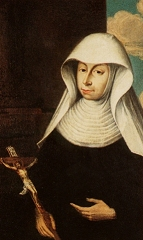
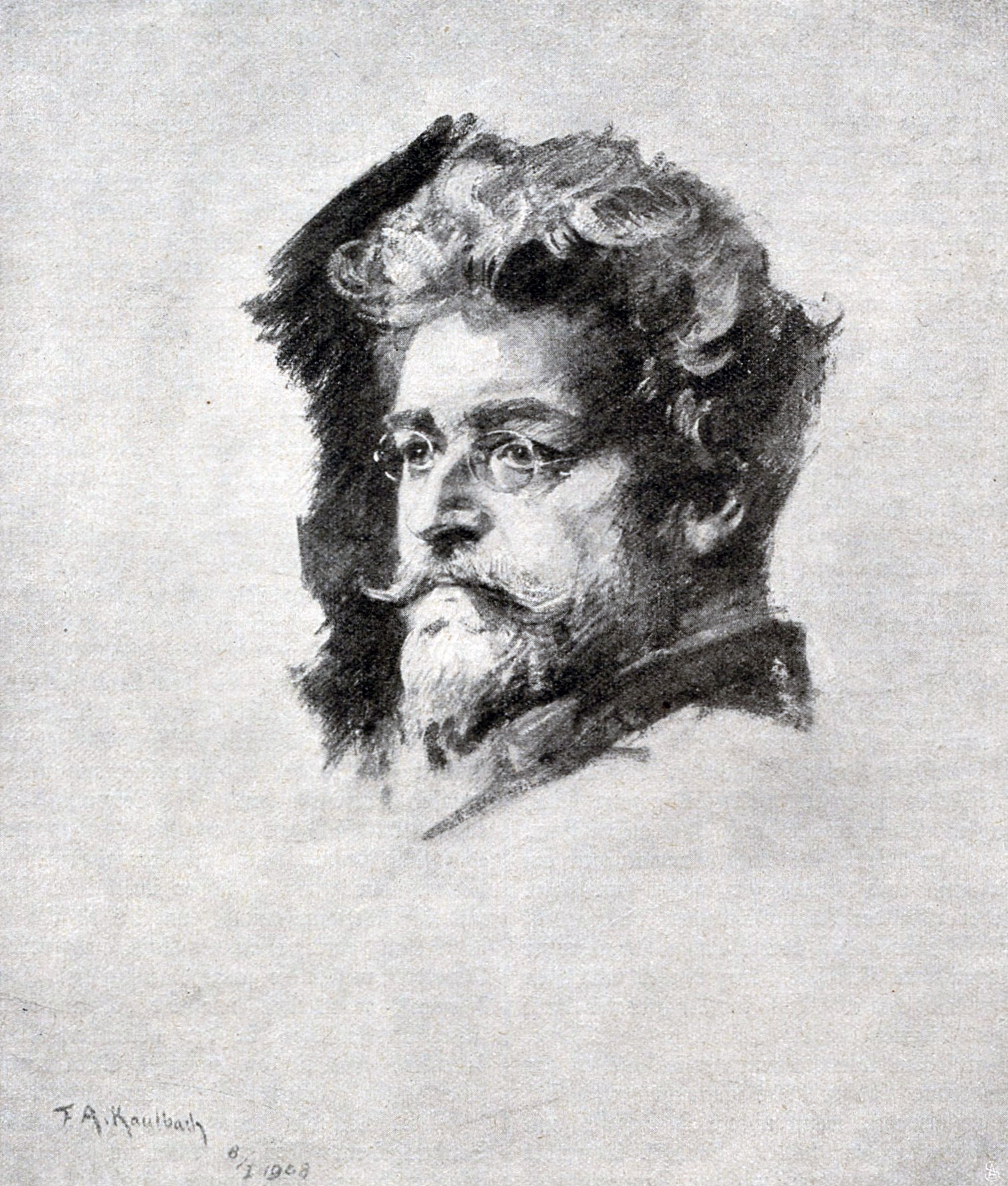

## أعلام
- إميل فراي
- هانس ماغنوس إنتزنسبيرغر
- إريك وايسهاوبت
- توم نوفي
- أوتو فيجي
- جوهانس ماير